# 融雪
融雪（ゆうせつ）とは、雪（氷と空気および水の混合物）の氷（固体）が水（液体）へ相変化する現象を指す。

## 概要
雪は人間の生活に対し、様々な障害を生む。それは建築物に対する負荷であったり、交通を妨げる障害物であったり様々であるが、これらの障害を除去する動作として融雪が行われる。
除雪・排雪もほぼ同じ意図を持って行われるが、除雪・排雪は雪を固体のまま移動させるのに対し、融雪は雪を解かして水に変え、雨と同等の処理を行えるようにすることを指し、状況や目的によって使い分けられる。
融雪の基本は雪の温度を融点以上にするということであり、これには何らかの動作を伴う必要がある。その動作は、雪の持つ融点にまで雪に熱を与える動作と、雪の融点を低下させる動作の二つに大きく分けられる。

## 加熱法
雪の持つ融点にまで加熱する方法としては、地下水や水道水を消雪パイプやホースを通じて散水する方法が最も多く用いられる。これは廉価であり、比較的容易に行える。地下水は水の融点よりも高い温度で地下に存在するため融雪には適しているが、大量に使用し過ぎると地盤沈下の原因にもなるため、慎重に運用する必要がある。当然ながら、気温が氷点下になる地域には適さない。
特に気温の低い地域では、ニクロム線・シーズ線による加熱や、灯油やガスを利用して不凍液などの液体を加熱し、循環器によって配管内を循環させて融雪する方法が用いられる。これを道路の交差点や勾配路、歩道や階段のロードヒーティングに利用しているほか、建築用では、屋根の雪下ろしの手間を省くルーフヒーティングや、家庭用ロードヒーティングもある。また、家庭では、生活熱を利用したものが古くから用いられている。
なお、ロードヒーティング、ルーフヒーティング、消雪パイプ散水装置など、融雪装置を動かす電力は、特別に「融雪用電力」として、冬季限定使用で安価に供給される（夏季には通電出来ない）。この電力料金を適用するには、家庭用融雪装置であっても専用の回路を設け、直接負荷設備に接続する。3ヶ月以上の継続使用が必要で、融雪用動力負荷以外には使用できない。また、冬季の電力のピークがある16:00～21:00の時間帯、任意の2時間は融雪用動力を動かすことが出来ない。
また、融雪機や融雪槽等と言った、槽内に雪を投入して、融雪を行う装置もある。

## 着色法

### ゴルフ場
雪をカーボンブラックなどで黒く着色することで、太陽熱を吸収させて融雪する方法。呉竹が1986年（昭和61年）にゴルフ場向け融雪剤「SRブラック」として開発した。この方法は散布作業に用いる以外には動力や設備が不要で、基材や顔料を十分に吟味した着色剤を使用する分には、環境負荷もほとんどない。植物が密生した場所にも使用可能である。しかし、ある程度日照があることを前提にした方法なので、一日中日影になる場所に施すには向かない。

### 農地
北海道では、トラクターやスノーモービルを使用して畑地に炭を散布する地域がある。散布量や気温にも左右されるが一週間から十日程度早く、農作業に着手できるメリットがある。

## 凝固点降下法
雪の融点そのものを低下させる方法としては、融雪剤の散布によって行われる。融雪剤には塩化カルシウムを主成分して含まれており、これを散布することによって凝固点降下が起こって融点が低下するため、これによって融点が気温を下回れば雪は水へと変化する。
しかしこれで低下する融点は数度から十数度程度であるため、極端に低い温度の中では効果が得られない。また、予め雪が降る前に積もるのを防止するためのものは不凍剤（凍結防止剤）と呼ばれるが、融雪剤と同一のものである。
融雪剤は主に豪雪地帯の高速道路や国道を中心に一般道路に撒かれる。融雪剤は自動車の車体や足回りの錆による腐食の原因になるほか、農地や地下水、河川水、湖沼など、周辺環境および生態系への塩害による悪影響が懸念されている。
塩害を避けるため、北海道の一部地域で塩化カルシウムの代わりに炭酸カルシウムを融雪剤に使用しているが、炭酸カルシウムはそのままでは水に溶けにくいため、炭酸カルシウムをカルボン酸カルシウムにして散布する。

## 災害
自然融雪が災害のもとになることがある。これらは3月から4月にかけて起こりやすく、これらをまとめて融雪災害という。
- つららの落下、屋根などからの落雪
- 道路の冠水、河川の増水
- なだれの発生
- 雪下ろしの際の転落事故

## 植物と雪解け
木の周りの雪が早く溶ける現象を根開き(ねびらき、ねあき)という。この現象は、木が太陽の光や雪からの反射で温められることによる。
ザゼンソウは、初春に自ら発熱し周りの雪を溶かす発熱植物である。